# Urotriorchis macrourus
Urotriorchis macrourus là một loài chim trong họ Accipitridae.